# Arthur Ernest Ewert
Arthur Ernest Ewert (Heinrichswalde, 30 de novembro de 1890 - Berlim, 3 de julho de 1959), também conhecido como Harry Berger, foi um militante comunista internacional.
Nascido na Prússia Oriental, já parte integrante da Alemanha, Ernest Ewert entrou para o Partido Comunista Alemão em 1921, e devido a chegada de Adolf Hitler ao poder, em 1933, refugiou-se na União Soviética. foi ligado ao Comité Executivo da Internacional Comunista (CEIC), desempenhou funções no escritório da América Latina do Komintern, em Buenos Aires, donde, juntamente com sua esposa, Elisabeth Saborowsky Ewert, também conhecida como Sabo, se deslocou, no fim de 1934, para o Brasil, após decisão da Internacional Comunista. Seu passaporte indicava o nome falso Harry Berger, nascido em Nova Iorque em 1892, e sua esposa com o nome de Machla Lenczycki.
No Brasil participou na Revolta Vermelha de 1935, e foi um dos fundadores da Aliança Nacional Libertadora (ANL), fundada três semanas após sua chegada, no dia 30 de março de 1935. Preso e barbaramente torturado, juntamente com Sabo, por Filinto Müller (chefe da polícia do Estado Novo), ficou louco. Em 1937 foi condenado a 13 anos de prisão. Durante sua prisão, foi defendido pelo senador pelo Pará, Abel Chermont, que devido a sua iniciativa em defender o alemão, foi preso também. A partir de 1937, foi o advogado Heráclito Fontoura Sobral Pinto que passou a defendê-lo. Julgado no dia 7 de maio de 1937 pelo Tribunal de Segurança Nacional, Berger foi condenado a 16 anos de prisão.
Em 1947 foi autorizado a deixar o Brasil e voltou à Alemanha. Mentalmente devastado pelos maus-tratos sofridos na prisão, passou o resto de sua vida num hospital psiquiátrico.